# Гамлог (Џорџија)
Гамлог (енгл. Gumlog) насељено је место без административног статуса у америчкој савезној држави Џорџија.

## Демографија
По попису из 2010. године број становника је 2.146, што је 121 (6,0%) становника више него 2000. године.
| Група             | 2000.         | 2010.         |
| Белци             | 1.872 (92,4%) | 1.951 (90,9%) |
| Афроамериканци    | 89 (4,4%)     | 114 (5,3%)    |
| Азијати           | 0 (0,0%)      | 7 (0,3%)      |
| Хиспаноамериканци | 31 (1,5%)     | 29 (1,4%)     |
| Укупно            | 2.025         | 2.146         |